# Saïda (tỉnh)
Saida (tiếng Ả Rập: ولاية سعيدة ) là một wilaya của Algérie, được đặt tên theo tên thủ phủ của tỉnh.

## Các đơn vị hành chính
Tỉnh này gồm 6 huyện và 16 đô thị. Các huyện bao gồm:
- Aïn El Hadjar
- El Hassasna
- Sidi Boubekeur
- Ouled Brahim
- Youb
- Saïda